# 山形県県民の海・プール スパール
山形県県民の海・プール スパール（やまがたけんけんみんのうみ・プール スパール、英語表記SPALL）は、山形県鶴岡市にあるプール施設である。
2000年4月にオープン。特定非営利活動法人健康づくりサポート東北21が指定管理者として管理運営を行っている。

## 概要
屋内プールのみ存在し、1年中利用することができる。プールの他、各種マシンを備えたトレーニングルームもある。

## 施設概要
- 25mプール
  - 6コース、水深1.2m。
- ウォーキングプール
  - 水深0.8m。
- リラクゼーションプール
- 流水プール
  - 1周70m。水深1ｍ。
- 幼児用プール
  - 水深30cm～33cm。
- ウォータースライダー
  - 全長65.4m。
- ジャグジープール
- 滝プール
- トレーニングルーム

## 営業時間・定休日
- 午前9時～午後9時（最終入場午後7時半）
  - 冬期期間は変更あり[3]
- 休館日
  - メンテナンス期間

## 所在地
山形県鶴岡市下川字龍花崎41-86

## 交通・アクセス
- 車
  - 山形自動車道・鶴岡ICから15分
  - 日本海東北自動車道・庄内空港ICから10分
- 駐車場あり(無料/150台)

## 周辺
- 湯野浜海水浴場
- 湯野浜温泉
- 湯の浜カントリークラブ

## 公式サイト
- 山形県県民の海・プール スパール - SPALL